# Anita Briem
Anita Briem (29 mei 1982) is een IJslands actrice. Zij maakte in 2005 haar film- en acteerdebuut in de Spaans-Britse horrorfilm La monja. Drie jaar later speelde ze voor het eerst in een Amerikaanse productie, als reisgids Hannah Ásgeirsson in de Amerikaans boekverfilming Journey to the Center of the Earth.
Briem verscheen behalve in films ook als terugkerend personage in enkele televisieseries. Zo speelde ze in 2006 zeven afleveringen Emily Stevens in de Amerikaans misdaadreeks The Evidence. In 2008 gaf Briem gestalte aan Jane Seymour in het tweede seizoen van de met meer dan twintig prijzen bekroonde historische serie The Tudors, over Hendrik VIII van Engeland. Haar rol werd in het derde seizoen daarvan overgenomen door de Engelse Annabelle Wallis.
Briem is de dochter van Gunnlaugur Briem en Erna Þórarinsdóttir, de drummer en respectievelijk een achtergrondzangeres van Mezzoforte. Zelf trouwde ze in 2010 met Constantine Paraskevopoulos, met wie ze een kind kreeg.

## Filmografie
- The Drone (2019)
- Salt and Fire (2016)
- You, Me & the Circus (2012)
- Elevator (2011)
- Dylan Dog: Dead of Night (2010)
- Everything Will Happen Before You Die (2010)
- Journey to the Center of the Earth (2008)
- Cold Trail (2006, origineel Köld slóð)
- La monja (2005, aka The Nun)

## Televisieseries
*Exclusief eenmalige gastrollen
- The Tudors - Jane Seymour (2008, vijf afleveringen)
- The Evidence - Emily Stevens (2006, zeven afleveringen)